# ایرینا یاروتسکا
ایرینا یاروتسکا (به انگلیسی: Irina Yarotska) ژیمناست زادهٔ ۲۹ اوت ۱۹۸۵ میلادی اهل کشور اوکراین است.